# Alopecosa barbipes oreophila
Alopecosa barbipes là một phân loài nhện trong họ Lycosidae.
Loài này thuộc chi Alopecosa. Alopecosa barbipes oreophila được Eugène Simon miêu tả năm 1937.

## Hình ảnh

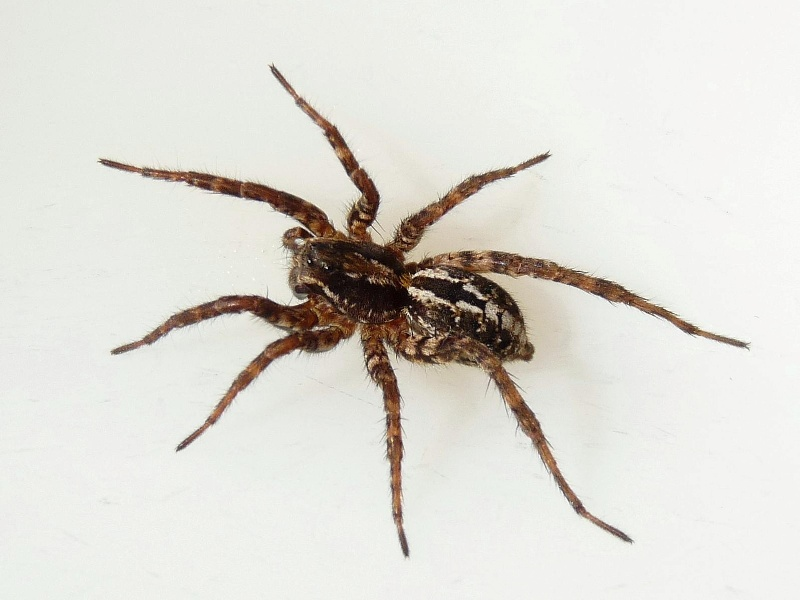